# Потконє
Потконє (хорв. Potkonje) — населений пункт у Хорватії, у Шибеницько-Книнській жупанії у складі міста Книн.

## Населення
Населення за даними перепису 2011 року становило 110 осіб.
Динаміка чисельності населення поселення:

## Клімат
Середня річна температура становить 13,02 °C, середня максимальна – 28,04 °C, а середня мінімальна – -2,26 °C. Середня річна кількість опадів – 924 мм.
| Клімат поселення                              | Клімат поселення | Клімат поселення | Клімат поселення | Клімат поселення | Клімат поселення | Клімат поселення | Клімат поселення | Клімат поселення | Клімат поселення | Клімат поселення | Клімат поселення | Клімат поселення | Клімат поселення |
| Показник                                      | Січ.             | Лют.             | Бер.             | Квіт.            | Трав.            | Черв.            | Лип.             | Серп.            | Вер.             | Жовт.            | Лист.            | Груд.            |                  |
| Середній максимум, °C                         | 9,94             | 10,89            | 13,96            | 17,67            | 22,34            | 26,09            | 28,04            | 27,82            | 23,13            | 18,28            | 12,94            | 9,72             |                  |
| Середня температура, °C                       | 3,84             | 4,80             | 7,86             | 11,56            | 16,25            | 19,99            | 23,39            | 23,16            | 18,47            | 13,63            | 8,27             | 5,07             |                  |
| Середній мінімум, °C                          | −2,26            | −1,28            | 1,76             | 5,45             | 10,16            | 13,89            | 18,72            | 18,49            | 13,80            | 8,96             | 3,62             | 0,42             |                  |
| Норма опадів, мм                              | 74               | 68               | 74               | 81               | 68               | 67               | 47               | 58               | 86               | 96               | 112              | 93               |                  |
| Середньомісячна швидкість вітру, м/с          | 1.52             | 1.75             | 2.03             | 2.03             | 1.83             | 1.62             | 1.64             | 1.46             | 1.48             | 1.50             | 1.72             | 1.70             |                  |
| Середньомісячна сонячна радіація, кДж/м²·день | 5222             | 7933             | 11553            | 16132            | 20111            | 22537            | 24130            | 21133            | 15754            | 10166            | 5605             | 4423             |                  |
| --------------------------------------------- | ---------------- | ---------------- | ---------------- | ---------------- | ---------------- | ---------------- | ---------------- | ---------------- | ---------------- | ---------------- | ---------------- | ---------------- | ---------------- |
| Джерело:                                      |                  |                  |                  |                  |                  |                  |                  |                  |                  |                  |                  |                  |                  |